# Cornelis Springer

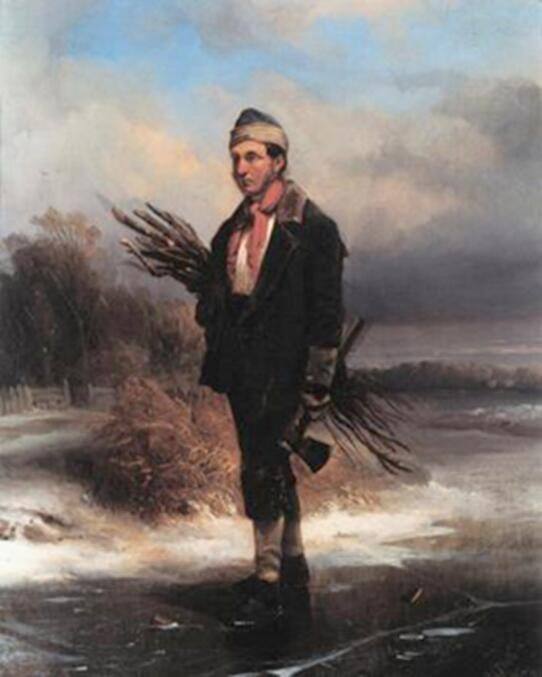
Autorretrato, como recolector de leña caminando sobre un canal congelado.

Cornelis Springer (1817–1891) fue un pintor neerlandés del siglo XIX, especializado en paisajes urbanos.

## Biografía
Nació en Ámsterdam, donde fue aprendiz de su padre, el carpintero Willem Springer (1778–1857). Aprendió sus técnicas de pintura de los pintores Hendrik Gerrit ten Cate, Kasparus Karsen y Jacobus van der Stok.  Se convirtió en miembro del colectivo de pintores amsterdamés Felix Meritis, además de que ganó una medalla de oro por la intervención pictórica de una iglesia en 1847. Se hizo conocido por sus acuarelas, grabados, dibujos, especialmente vistas de ciudades y bosquejos de aquellas, las cuales pintaba mientras viajaba por el país. Fue condecorado con la Orden de Leopoldo de Bélgica en 1865, y en 1878 fue convidado a ser consejero, junto con Jozef Israëls, del Ministerio de Relaciones Exteriores de Países Bajos para el Rijksmuseum.
Springer falleció en Hilversum en 1891.

## Pinturas

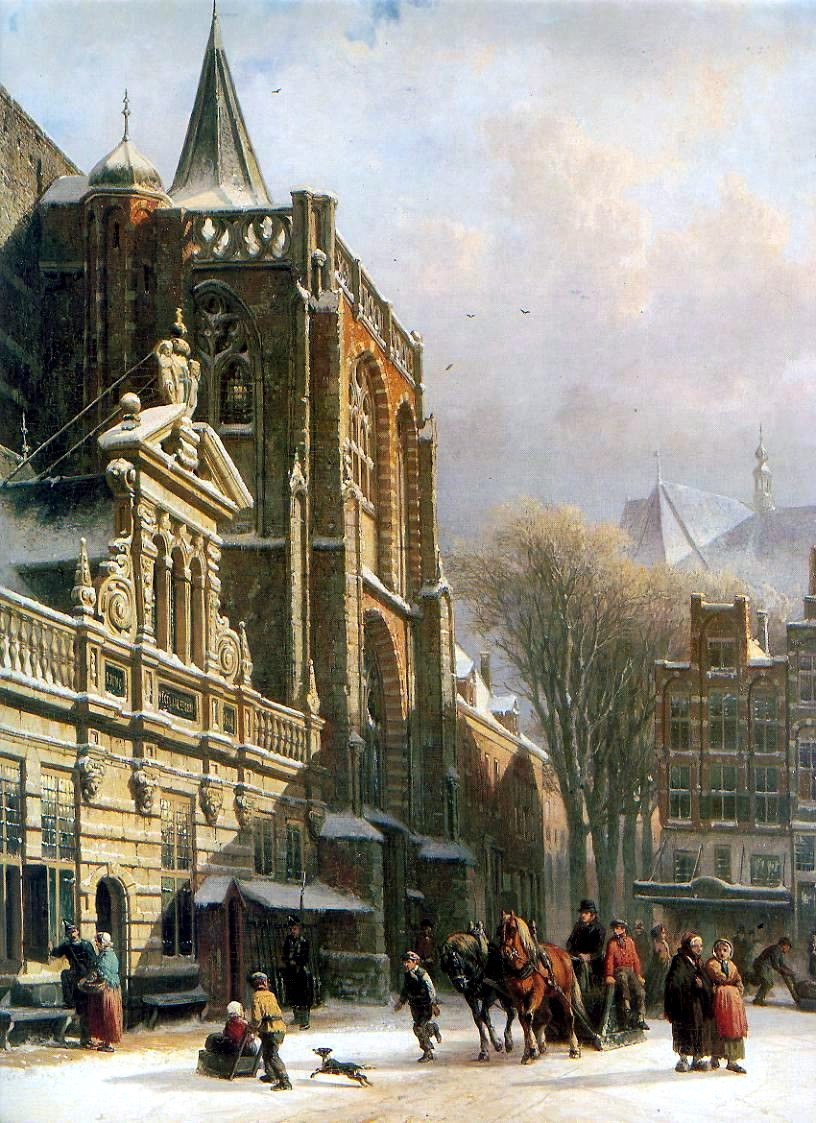
Gruta de Sint-Michaëlskerk en Zwolle (1862)
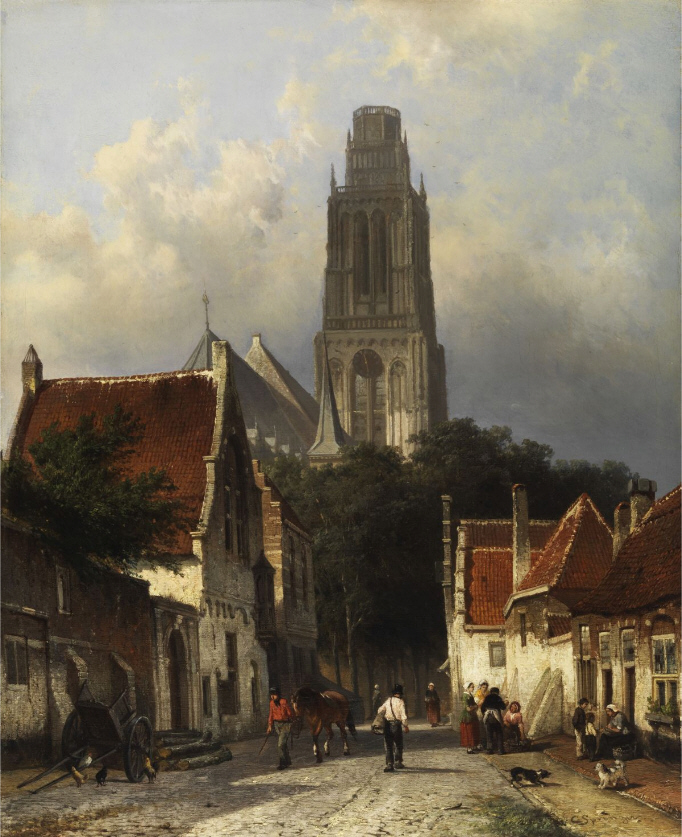
Sint-Maartenskerk, Zaltbommel
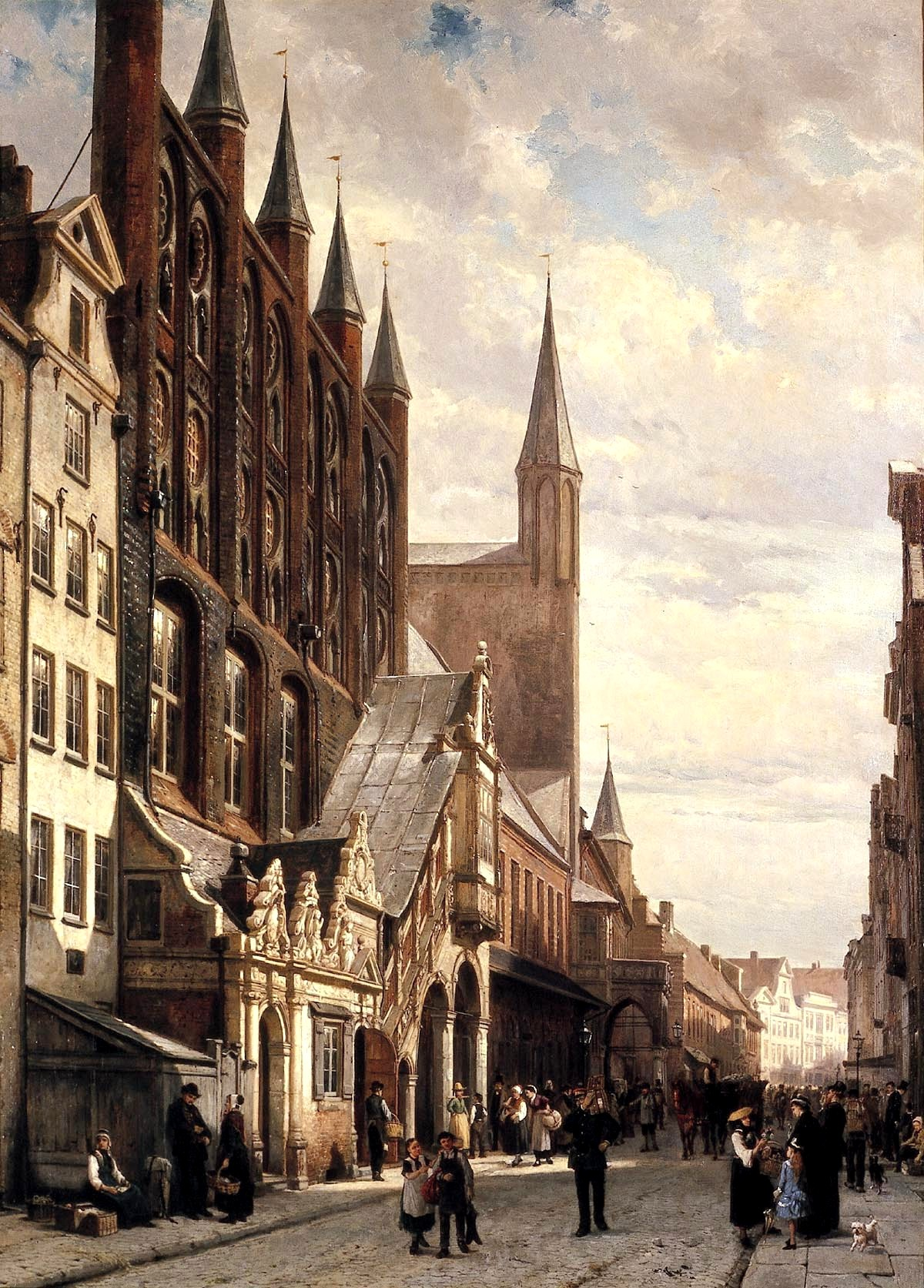
Palacio Municipal de Lübeck (1885)
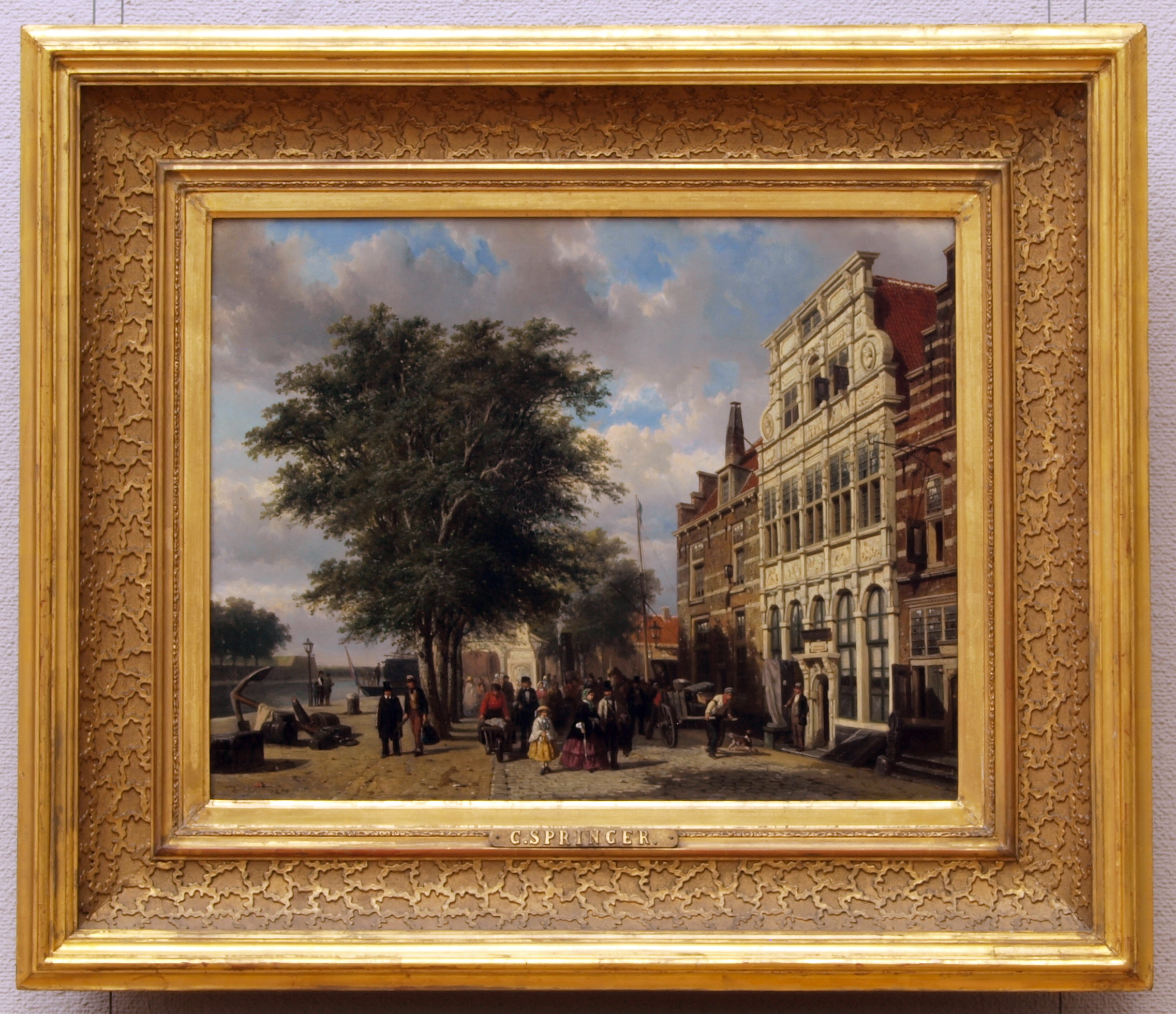
Muelle de Middelburg (1859), Museo Teylers
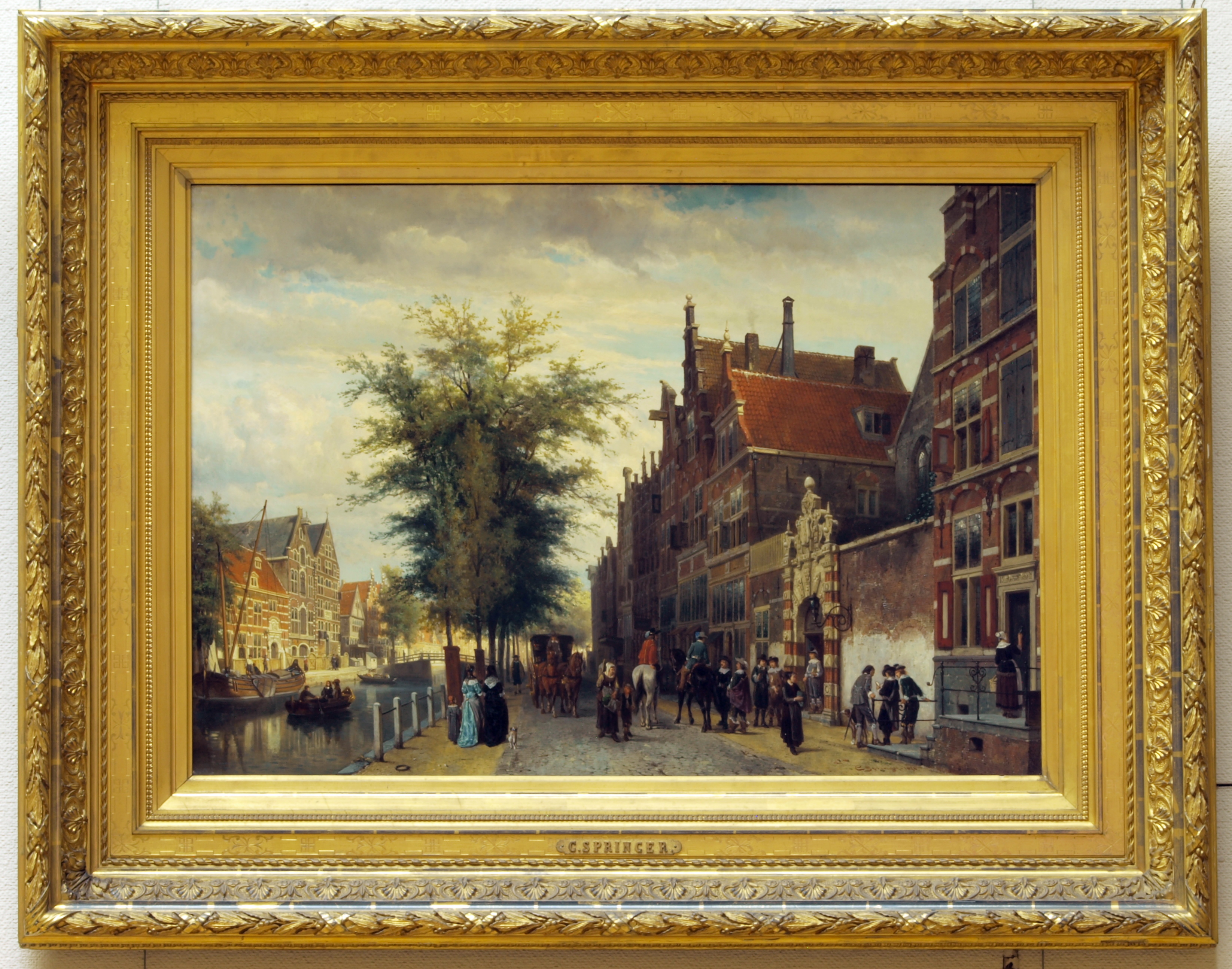
El "Atheneum Illustre" en el Oudezijds Voorburgwal de Ámsterdam (1879), Museo Teylers